# Uuno Klami

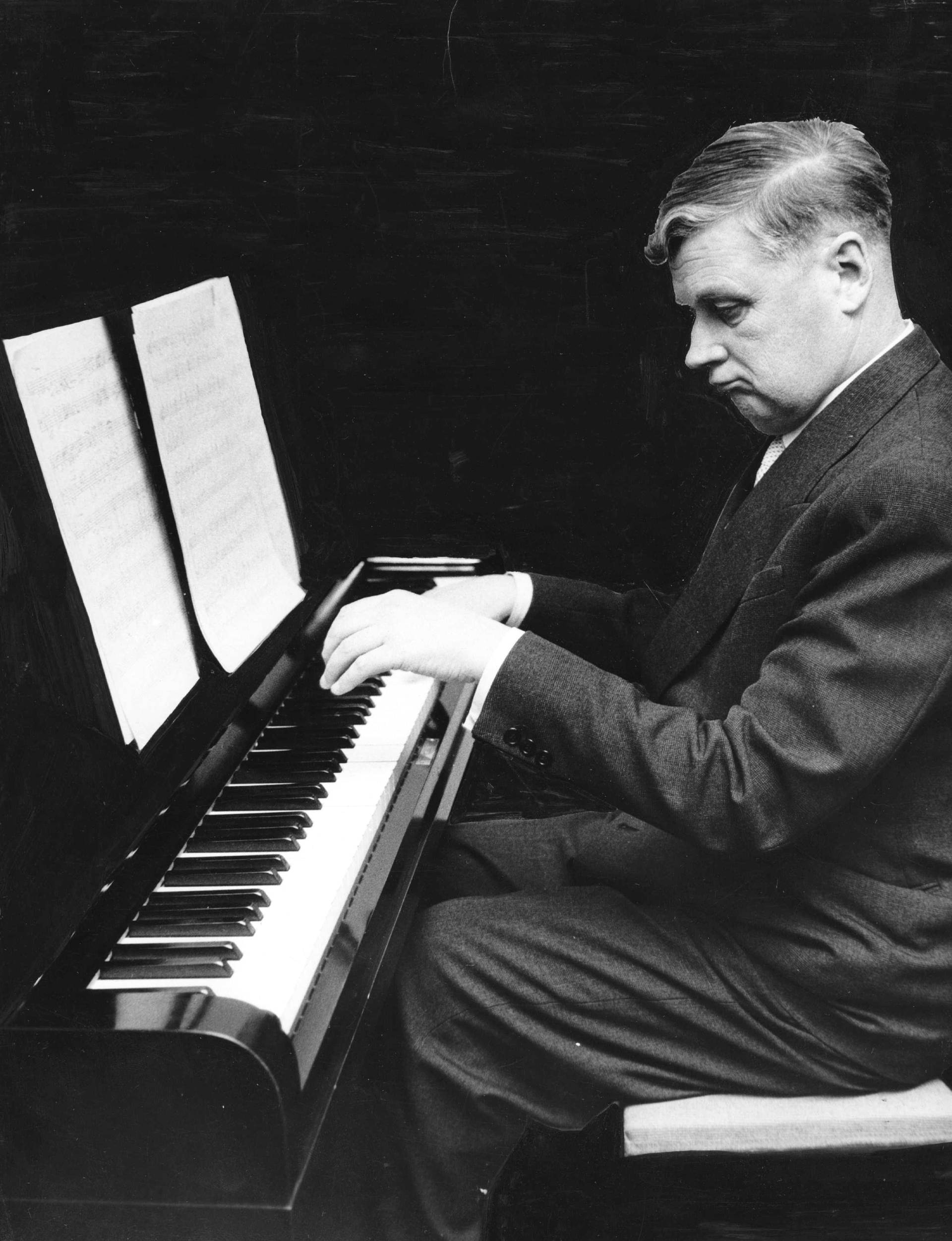
Uuno Klami vid pianot.

Uuno Kalervo Klami, född 20 september 1900 i Vederlax, död där 29 maj 1961, var en finländsk tonsättare.
Klami bedrev musikstudier vid Helsingfors musikinstitut 1915–1917, 1920–1921 och 1922–1924, i Paris 1924–1925 och i Wien 1928–1929. Han var 1932–1960 musikkritiker i Helsingin Sanomat och invaldes 1959 i Finlands Akademi.
Klami skapade i en franskt skolad, men nationellt inspirerad stil främst färgrikt harmonierade orkesterverk. Bland hans arbeten märks två symfonier, flera kompositioner med Kalevalamotiv, en violinkonsert, två pianokonserter med mera.
Han är begravd på Sandudds begravningsplats i Helsingfors.

## Utmärkelser
- Riddartecknet av I klass av Finlands Vita Ros’ orden[2]
- Riddartecknet av I klass av Finlands Lejons orden[2]
- Frihetsmedaljens 2. klass[2]

[Redigera Wikidata]